# 香港中文筆會
香港中國筆會，正式全称國際筆會香港中國筆會（英語：Hong Kong Chinese Centre, PEN International），為國際筆會的分會之一，1955年成立，並向香港政府立案 ，是歷史悠久的中文筆會。

## 历史
1955年3月26日，國際筆會香港中國筆會在九龍召開成立大會，創會會員為知名作家、學者和報人黃天石（傑克）、羅香林、何家驊（岳騫）、徐東濱（岳心）、燕歸來（燕雲）、羅吟圃、左舜生、易君左、水建彤、徐速、郑健柏（力匡）、孫述憲（齊桓）、鄧中龍、金達凱（司徒敏）、鄭筑華、古梅、姚天平（姚拓）、王道、黃思騁、胡欣平（司馬長風）、陳灈生（薛洛）、徐訏 、胡菊人等二十餘人，選舉著名小說家、資深報人黃天石為筆會首任主席。
1956年起，香港中國筆會出版《文學世界》季刊，共出了34期；1965年，香港大學中文系教授羅香林接任會長，改出《文學天地》雙週刊，與《星島日報》合作，附於該報刊行。
1957年，香港中國筆會主席黃天石向瑞典文學院提名胡適為諾貝爾文學獎候選人。
2007年2月2-5日，國際筆會在香港舉行第2次亞太地區會議，主題為“中文世界的作家——文學交流”。第一次會議於1966年在日本東京召開，至此已逾40年。香港中國筆會作為東道主，由會長喻舲居出任會議組委會榮譽主席，與獨立中文筆會和澳洲 悉尼筆會一起協辦該次會議；國際筆會會長葉爾利•格魯沙、秘書長瓊安•多姆-阿克曼、執行主任卡羅琳•麥考密克等總部負責人到會主持會議，包括台北的中華民國筆會和紐約的海外中國作家筆會在內的亞、澳、美、歐四大洲20多個筆會的100多位代表和作家出席了會議。不過，中國筆會中心等三個大陸筆會未派代表參會，20多位居住大陸的獨立中文筆會會員和知名作家等受阻，無法應邀到會。
香港中國筆會歷任會長：黃天石、羅香林、李棪、李秋生、王世昭、岳騫、徐東濱、朱志泰、林仁超、余玉書、胡振海、廖顯樹、江素惠、裴有明、張傑昌、喻舲居、廖書蘭。

## 外部連結
- 國際筆會香港中國筆會 （页面存档备份，存于）